# Ossolin (województwo podlaskie)
Ossolin – wieś w Polsce położona w województwie podlaskim, w powiecie siemiatyckim, w gminie Siemiatycze.
Wieś założono w XVIII wieku. Była ona folwarkiem majątku Baciki należącego do rodziny Ossolińskich.
W latach 1975–1998 miejscowość położona była w województwie białostockim.
Wierni kościoła rzymskokatolickiego należą do parafii Parafia św. Andrzeja Boboli w Siemiatyczach.